# Adherbal Stresser
Adherbal Gaertner Stresser (Curitiba, 4 de janeiro de 1908 — Curitiba, 16 de outubro de 1973) foi um empresário, jornalista e político brasileiro.

## Biografia
Iniciou sua carreira jornalística em 1926, no Rio de Janeiro. Lá trabalhou na filial do jornal O Estado de S. Paulo, quando foi convidado para secretariar o jornal Diário da Tarde, em Curitiba. Deixou este jornal após a Revolução de 1930, e assumiu a chefia de redação da Gazeta do Povo, em Curitiba, onde permaneceu até 1932, quando fundou o jornal Correio do Paraná, que dirigiu até fins de 1934, tendo se colocado ao lado da Revolução Constitucionalista e lutado pela constitucionalização. 
Em 1934 foi escolhido presidente da Associação Paranaense de Imprensa e, logo a seguir, eleito delegado eleitor do grupo de Imprensa e Profissões Liberais, para a eleição da representação federal e classista. Exerceu o mandato de deputado estadual na Assembléia Legislativa do Paraná até a sua dissolução, em novembro de 1937. No ano de 1955, em parceria com Assis Chateaubriand, fundou a empresa S/A. Diário do Paraná da qual foi presidente e diretor. 
Em 1952 viajou por quase toda a Europa, tendo sido delegado do governo do Paraná junto a exposições e feiras de Milão, Paris e Bruxelas. Foi também delegado da Fundação Paranaense de Colonização e Imigração, junto às autoridades italianas para assuntos de migração. Exerceu os cargos de diretor da Câmara de Expensão Econômica do Paraná e de diretor do serviço de Imprensa do Estado.
Juntamente com seu filho Ronald Sanson Stresser fundou a TV Paraná, canal 6 de Curitiba, e da TV Coroados, canal 3 de Londrina, emissoras as quais presidiu. A TV Paraná canal 6 foi a primeira emissora a transmitir o sinal de televisão com áudio no estado, e a TV Coroados foi a primeira emissora do interior do Brasil. 
Foi professor do curso de Jornalismo da Faculdade de Filosofia, Ciências e Letras, da Pontifícia Universidade Católica do Paraná. Em 1960 foi agraciado pelo governo da Itália com a comenda Stella della solidarietà italiana, pelos serviços prestados às relações entre os dois países, no sentido imigração e relações culturais. 
Após sua morte, o ilustre jornalista paranaense foi homenageado, tendo seu nome batizado importantes vias públicas: uma no bairro de Raposo Tavares controlado pela subprefeitura do Butantã, em São Paulo, e a outra no bairro do Cajuru, em Curitiba, com a denominação de Avenida Jornalista Aderbal Gaertner Stresser.

## Família
Adherbal Stresser é filho do ilustre maestro Augusto Stresser, autor da Ópera Sidéria, primeira ópera paranaense. É pai do jornalista e advogado paranaense Ronald Sanson Stresser, e avô da atriz Guta Stresser e do produtor e arquiteto da informação Ronald Sanson Stresser Jr.

## Fonte
- HISTÓRIA DA TV COROADOS-LONDRINA (PR) - Ederval Camargo Rocha
- Acervo particular da Família Stresser